# Poecilimon anatolicus
Poecilimon anatolicus är en insektsart som beskrevs av Willy Adolf Theodor Ramme 1933. Poecilimon anatolicus ingår i släktet Poecilimon och familjen vårtbitare. Inga underarter finns listade i Catalogue of Life.